# Мурью-Вьейвиль
Мурью́-Вьейви́ль (фр. Mourioux-Vieilleville, окс. Moriòu Vielhavila) — коммуна во Франции, находится в регионе Лимузен. Департамент коммуны — Крёз. Входит в состав кантона Беневан-л’Аббеи. Округ коммуны — Гере.
Код INSEE коммуны — 23137.

## Население
Население коммуны на 2010 год составляло 535 человек.
| 1962 | 1968 | 1975 | 1982 | 1990 | 1999 | 2010 |
| ---- | ---- | ---- | ---- | ---- | ---- | ---- |
| 1018 | 941  | 851  | 719  | 629  | 569  | 535  |

## Экономика
В 2010 году среди 302 человек трудоспособного возраста (15—64 лет) 210 были экономически активными, 92 — неактивными (показатель активности — 69,5 %, в 1999 году было 65,5 %). Из 210 активных жителей работали 186 человек (106 мужчин и 80 женщин), безработных было 24 (13 мужчин и 11 женщин). Среди 92 неактивных 23 человека были учениками или студентами, 45 — пенсионерами, 24 были неактивными по другим причинам.